# Конська
Ко́нська (болг. Конска) — село в Перницькій області Болгарії. Входить до складу общини Брезник.

## Населення
За даними перепису населення 2011 року у селі проживала 101 особа, з них 95 осіб (99,0%) — болгари.
Розподіл населення за віком у 2011 році:
Динаміка населення: